# Folldal (plaats)
Folldal is een plaats in de Noorse gemeente Folldal, provincie Innlandet. Folldal telt 576 inwoners (2007) en heeft een oppervlakte van 1,19 km².